# 2007年國際足協女子世界盃外圍賽
2007年國際足協女子世界盃外圍賽将决出 15 支出线队与东道主中國一起参加2007年國際足協女子世界盃，名额分配为：欧洲 5 席，亚洲 3.5（含东道主），中北美与加勒比海地区 2.5 席，南美洲 2 席，非洲 2 席及大洋洲 1 席。

## 非洲
2006非洲女子足球锦标赛同时作为女子世界杯预选赛。此届比赛原定于加蓬举行，后来由于“组织上的问题”而退出，最終賽事移師 尼日利亞舉行。共有32支球队参与此次比赛以争夺2个出线名额，但有6支队在预选赛期间退出。
2006年11月7日，主辦國 奈及利亞及 分別於準決賽擊敗對手取得出線席位。

## 亚洲
2006年亚洲女子足球锦标赛同样也作为女子世界杯预选赛，原本计划由日本举办，但后来由于澳大利亚加入亚足联而改在澳大利亚举行。由於女子世界杯主辦國中國在賽事擊敗澳洲獲得冠軍，基於中國已經直接取得決賽週席位，最終由亞軍澳洲以及季軍北韓取得出線資格，而殿軍日本則會與2006年美洲女子金盃季軍爭取一席決賽週席位。